# ТЕС Ер-Ріяд 5
24°45′40″ пн. ш. 46°35′32″ сх. д. / 24.76111° пн. ш. 46.59222° сх. д.
ТЕС Ер-Ріяд 5 — теплова електростанція в центральній частині Саудівської Аравії.
У 1979 – 1982 роках на майданчику станції стали до ладу дванадцять встановлених на роботу у відкритому циклі газових турбін потужністю від 50,8 МВт до 52,4 МВт.
Як паливо станція використовує нафтопродукти.